# Albert Portas
Albert Portas Soy (Barcelona, 15 november 1973) is een voormalig tennisser uit Spanje, die in 1994 toetrad tot de rijen der professionals. In 2001 won hij in Hamburg zijn enige toernooi op het hoogste niveau.
Portas begon op zijn achtste met tennis, en is afkomstig uit een gezin van vier kinderen, onder wie zijn tweelingbroer José Maria. Hij beschouwt gravel als zijn favoriete ondergrond en de forehand als zijn beste schot, aldus de mediagids van de overkoepelende ATP. Portas wordt bijgestaan door voormalig tennisprofessional en landgenoot Marcos Górriz.

## Palmares
| Legenda                       |
| ----------------------------- |
| Grand Slam                    |
| Olympische Spelen             |
| Tennis Masters Cup            |
| ATP Masters Series            |
| ATP International Series Gold |
| ATP International Series      |

### Dubbelspel
| nr.              | finaledatum      | toernooi | ondergrond | partner             | tegenstanders             | score    |  |
| ---------------- | ---------------- | -------- | ---------- | ------------------- | ------------------------- | -------- |  |
| Gewonnen finales |                  |          |            |                     |                           |          |  |
| 1.               | 8 september 1996 | Tasjkent |            |                     |                           |          |  |
| 2.               | 7 juni 1998      | Furth    |            |                     |                           |          |  |
| 3.               | 23 augustus 1998 | Graz     | Gravel     | Dinu-Mihai Pescariu | Lan Bale Nebojsa Dordevic | 6-3, 6-4 |  |

## Resultaten grandslamtoernooien
| Legenda | Legenda                          |
| ------- | -------------------------------- |
| g.t.    | geen toernooi gehouden           |
| l.c.    | lagere categorie                 |
| –       | niet deelgenomen                 |
| G       | uitgeschakeld in de groepsfase   |
| 1R      | uitgeschakeld in de eerste ronde |
| 2R      | uitgeschakeld in de tweede ronde |
| 3R      | uitgeschakeld in de derde ronde  |
| 4R      | uitgeschakeld in de vierde ronde |
| KF      | uitgeschakeld in de kwartfinale  |
| HF      | uitgeschakeld in de halve finale |
| F       | de finale verloren               |
| W       | het toernooi gewonnen            |
| w-v     | winst/verlies-balans             |

### Enkelspel
| Toernooi        | 1997 | 1998 | 1999 | 2000 | 2001 | 2002 | 2003 | 2004 | 2005 | 2006 |
| --------------- | ---- | ---- | ---- | ---- | ---- | ---- | ---- | ---- | ---- | ---- |
| Australian Open | –    | 1R   | 1R   | 2R   | 1R   | 2R   | 1R   | 1R   | –    | –    |
| Roland Garros   | 3R   | 1R   | 2R   | 3R   | 1R   | 3R   | 2R   | 1R   | –    | 1R   |
| Wimbledon       | –    | 1R   | 1R   | 3R   | 1R   | 1R   | 1R   | –    | –    | 1R   |
| US Open         | 1R   | –    | 1R   | 1R   | 3R   | 1R   | 1R   | –    | –    | –    |

### Mannendubbelspel
| Toernooi        | 1999 | 2000 | 2001 | 2002 | 2003 | 2004 | 2005 | 2006 |
| --------------- | ---- | ---- | ---- | ---- | ---- | ---- | ---- | ---- |
| Australian Open | –    | 2R   | 2R   | 1R   | KF   | 2R   | –    | –    |
| Roland Garros   | –    | 1R   | 2R   | 2R   | 1R   | –    | –    | 2R   |
| Wimbledon       | –    | 1R   | 1R   | –    | 1R   | –    | –    | 1R   |
| US Open         | 1R   | 1R   | 1R   | 1R   | 1R   | –    | –    | –    |